# Bakker (achternaam)
Bakker is een van oorsprong Nederlandse achternaam, die mogelijk is afgeleid van het beroep bakker. In 2007 waren er in Nederland 55.273 naamdragers, waarvan de grootste concentratie op Urk. Daar had namelijk 5,80% van de inwoners deze achternaam. Het is de zesde meest voorkomende achternaam in Nederland. In België komt de naam minder voor, namelijk 466 keer.

## Nederlandse personen met deze naam
- Bas Bakker (1985), voetballer
- Bert Bakker (1958), politicus (D66)
- Bert Bakker (1912-1969), uitgever, (kinderboeken)schrijver, dichter en verzetsstrijder
- Betsy Bakker-Nort (1874-1946)
- Billy Bakker (1988), hockeyer
- Billy Bakker (1982), mediapersoonlijkheid en presentatrice
- Bram Bakker (1963), psychiater, schrijver en columnist
- Claas Bakker (1929), politiefunctionaris (hoofdcommissaris Amsterdam)
- Cor Bakker (1961), pianist
- Corrie Bakker (1945), atlete
- Dick Bakker (1947), muzikant, geluidstechnicus, arrangeur en dirigent
- Erik Bakker (1990), voetballer
- Ernst Bakker (1946), burgemeester
- Erwin Bakker (1979), mountainebiker
- Femke Bakker (1972), actrice
- Gerard Bakker (1935), beeldend kunstenaar (Schevenings Vissermonument)
- Gerbrand Bakker (1962), schrijver
- Heinze Bakker (1947), sportjournalist
- Henk Bakker sr. (1940-2008), koopman en politicus (Leefbaar Amsterdam)
- Henri Bakker (1878-1933), luchtvaartpionier
- Henry Bakker (1981), voetballer
- Ina Boudier-Bakker (1875-1966), schrijfster
- Jan Bakker (1893-1975), schaatser
- Jan Pieter Bakker (1906–1969), geograaf
- Jits Bakker (1937), kunstenaar
- Joop Bakker (1921-2003), politicus (ARP)
- Kees Bakker (1931-2010), zoöloog, ecoloog en hoogleraar te Leiden
- Kees Bakker (1943), politiefunctionaris (korpschef) en sportbestuurder (voorzitter Vitesse)
- Kees Bakker (1945), zwemmer
- Klaas Bakker (1926-2016), voetballer bij AFC Ajax tussen 1951-1957
- Marco Bakker (1938), operazanger
- Marcus Bakker (1923-2009), politicus (CPN)
- Marian Bakker (1944), Nederlands fotografe
- Martin Bakker, multi-instrumentalist
- Michael Bakker (1961), diskjockey
- Monique Bakker (1966), zangeres
- Peter Bakker (1961), topfunctionaris
- Piebe Bakker (1929-2002), dirigent
- Piet Bakker (1897-1960), journalist
- Pieter Herman Bakker Schut (1941-2007), advocaat
- Riek Bakker (1944), stedenbouwkundige
- Rienk Bakker (1986), organist
- Robert Bakker (1962), roeier
- Sjoerd Bakker (1943), verzetsstrijder
- Sonja Bakker (1974), gewichtsconsulent
- Suzanne Bakker (1986), voetbalster
- Sybe Kornelis Bakker (1875-1918), politicus (SDAP) en predikant
- Sven Bakker (1978), schaker

## Personen uit andere landen met de achternaam Bakker
- Keith Bakker (1960-2025), Amerikaans programmamaker, tv-producent, presentator en ondernemer